# Cieurac
Cieurac é uma comuna francesa na região administrativa de Occitânia, no departamento de Lot. Estende-se por uma área de 18,7 km². Em 2010 a comuna tinha 583 habitantes (densidade: 31,2 hab./km²).